# Governo Perrone
Il Governo Perrone è stato il quarto esecutivo del Regno di Sardegna, guidato da Ettore Perrone di San Martino. 
Esso, nato in seguito alle dimissioni del governo precedente, è rimasto in carica dal 15 ottobre (sebbene esso fosse già di fatto ad interim in carica dall’11 ottobre, avendo il Re deciso di sostituire il solo Presidente del Consiglio) al 16 dicembre 1848 (sebbene già dimissionario dal precedente 3 dicembre), per un totale di 62 giorni, ossia 2 mesi e 2 giorni.
Questo esecutivo è stato altresì il primo del Regno di Sardegna ad essere stato guidato da un Militare.

## Compagine di governo

### Appartenenza politica
| Partito | Partito                 | Presidente | Ministri | Totale |
| ------- | ----------------------- | ---------- | -------- | ------ |
|         | Militare                | 1          | 2        | 3      |
|         | Destra storica          | -          | 3        | 3      |
|         | Indipendente (politica) | -          | 5        | 5      |

## Composizione
| Carica                                       | Titolare                                                                         | Titolare                                                                         | Titolare                                                                         |
| Presidenza del Consiglio dei ministri        | Presidenza del Consiglio dei ministri                                            | Presidenza del Consiglio dei ministri                                            | Presidenza del Consiglio dei ministri                                            |
| -------------------------------------------- | -------------------------------------------------------------------------------- | -------------------------------------------------------------------------------- | -------------------------------------------------------------------------------- |
| Presidente del Consiglio dei ministri        |                                                                                  |                                                                                  | Ettore Perrone di San Martino (Militare)                                         |
| Ministri senza portafoglio                   |                                                                                  |                                                                                  |                                                                                  |
| Ministri senza portafoglio                   |                                                                                  |                                                                                  | Federico Colla (Indipendente)                                                    |
| Ministri senza portafoglio                   |                                                                                  | Gaspare Domenico Regis (Militare)                                                |                                                                                  |
| Ministero                                    | Ministri                                                                         | Ministri                                                                         | Ministri                                                                         |
| Affari Esteri                                |                                                                                  |                                                                                  | Ettore Perrone di San Martino (Militare)                                         |
| Agricoltura e Commercio                      | Pietro De Rossi di Santarosa (Indipendente) Ad interim (fino al 27 ottobre 1848) | Pietro De Rossi di Santarosa (Indipendente) Ad interim (fino al 27 ottobre 1848) | Pietro De Rossi di Santarosa (Indipendente) Ad interim (fino al 27 ottobre 1848) |
| Agricoltura e Commercio                      |                                                                                  | Luigi Torelli (Indipendente) (dal 27 ottobre 1848)                               |                                                                                  |
| Lavori Pubblici                              |                                                                                  |                                                                                  | Pietro De Rossi di Santarosa (Indipendente)                                      |
| Interno                                      |                                                                                  |                                                                                  | Pier Dionigi Pinelli (Destra storica)                                            |
| Pubblica Istruzione                          |                                                                                  |                                                                                  | Carlo Bon Compagni di Mombello (Destra storica)                                  |
| Guerra                                       |                                                                                  |                                                                                  | Giuseppe Dabormida (Destra storica) (fino al 27 ottobre 1848)                    |
| Guerra                                       |                                                                                  | Alfonso La Marmora (Militare) (dal 27 ottobre 1848)                              |                                                                                  |
| Finanze                                      |                                                                                  |                                                                                  | Ottavio Thaon di Revel (Indipendente)                                            |
| Affari Ecclesiastici e di Grazia e Giustizia |                                                                                  |                                                                                  | Felice Merlo (Indipendente)                                                      |

## Cronologia

### 1848
- 11 ottobre - Il Presidente del Consiglio, neo-nominato nel ruolo di supplente, entra in carica.
- 15 ottobre - Il governo, sebbene composto da quasi tutti i ministri uscenti con l’esclusione del Presidente del Consiglio, effettua un nuovo giuramento dinnanzi al Re per essere confermato.
- 3 dicembre - La Camera dei deputati accoglie la petizione degli studenti dell'Università di Torino contro il regolamento disciplinare, adottato dal Ministro della Pubblica Istruzione Carlo Bon Compagni di Mombello, che vietava alla gioventù studiosa di associarsi per fini politici.[3]
- 16 dicembre - In ragione del voto della Camera contrario al parere del governo, esso rassegna le proprie dimissioni dinnanzi al Re. Questi dunque, dopo aver invano offerto l'incarico, in successione, a Guglielmo Moffa di Lisio, Vincenzo Ricci, Massimo d'Azeglio e Pietro Gioja, in quanto essi o rifiutarono o non riuscirono a portare a termine positivamente il tentativo[4], affonda infine l’incarico a Vincenzo Gioberti. Con il giuramento del nuovo esecutivo termina ufficialmente l’esperienza di governo.